# اربا
اُربا دهستانی در استان آلیکانتهٔ اسپانیا است.
در این دهستان ۲٬۳۶۱ نفر زندگی می‌کنند. مساحت این دهستان ۱۷٫۸۸ کیلومتر مربع است.